# Simulium siolii
Simulium siolii är en tvåvingeart som beskrevs av Py-daniel 1988. Simulium siolii ingår i släktet Simulium och familjen knott. Inga underarter finns listade i Catalogue of Life.